# تلفاز فائق الدقة

مقارنة بين 8K UHDTV، 4K UHDTV، HDTV وتلفاز قياسي الدقة

رسم تخطيطي للفضاء اللوني سي آي إي 1931 يظهر الفضاء اللوني لكل من الفيديو عالي الدقة والفيديو فائق الدقة.

تلفاز فائق الدقة (بالإنجليزية: Ultra HD Television)‏ (معروف أيضا بـ Ultra HDTV وSuper HI-Vision) واختصارا UHDTV هو أجهزة التلفاز التي تعمل بتقنيتي 4 كيبي و8 كيبي وهما صيغتي فيديو رقمي لنوع من أنواع دقة العرض الحديثة، أطلقتا لأول مرة بواسطة مختبرات هيئة الإذاعة اليابانية للأبحاث العلمية التابع للإذاعة اليابانية، والتان عُمِمَتا لاحقا من طرف الاتحاد الدولي للاتصالات في 17 أكتوبر 2012.

## التسمية
تلفاز فائق الدقة والمعروف أيضا بـ Ultra HDTV أو اختصارا UHDTV بدأ في اليابان حيث كان أول من قام بتجربة هذه الصيغ الحديثة، وقد عُرِف أيضا باسم Super Hi-Vision بعد تمت تسمية أجهزة التلفاز HD باسم Hi-Vision.
ظهرت هذه التقنية الحديثة لدقة العرض التلفزيوني لأول مرة خلال معرض الإلكترونيات الاستهلاكية 2012 تحت الاسم الأولي 4K لكنه تغير خلال معرض الإلكترونيات الاستهلاكية 2013 إلى التسمية الحالية Ultra HDTV. حيث سجل كمصطلح عام.

## خصائص تقنية

### قياسات العرض
التلفزيون فائق الدقة ينقسم إلى قياسين أساسيين:

#### 4 كيبي
هي مضاعفة للمعيار 1080بي، أي بضرب الطول والعرض لأعلى كثافة في 2 لتحصل على الكثافة الأعلى والتي تصبح 2160 عرض × 3840 طول (8.29 ميجابكسل).

#### 8 كيبي
هي مضاعفة للمعيار 4K، أي بضرب الطول والعرض لأعلى كثافة في 2 لتحصل على الكثافة الأعلى والتي تصبح 4320 عرض × 7680 طول (33.18 ميجابكسل).

## قنوات التلفزيون العاملة بتقنية

### العالم
- فاشن
- فيستفال
- هاي 4KTV

### أوروبا
- فان بوكس[15]
- بي تي سبورت[16]
- ديجيتورك[17]
- أنسايت[18]
- بيرل[19]
- آر تي في إس
- إس آر إف سبورت
- سكاي سبورت
- سكاي بريطانيا
- تريكولور
- تي آر تي
- فياسات

### أمريكا
- تلفزيون ناسا
- ناتور ريلاكشن
- سبورتنت
- تي إس إن
- هيسباسات
- دايركت تيفي

### آسيا
- بي إن سبورت
- كيبل 4K[20]
- إم بي سي[21]
- يوماكس[22]
- سكاي آسيا
- إس بي إس بلاس
- آسيا تيفي
- يو إكس إن
- سكاي بيرفيكت
- تاتا سكاي
- دريم تيفي
- أنساي
- كوردسات تي في
- كوردسات نيوز